# III. Vlagyimir kijevi nagyfejedelem
III. Vlagyimir Msztyiszlavics (oroszul: Владимир III Мстиславич), (1132 – 1171. május 30.) kijevi nagyfejedelem 1171-ben mintegy három hónapig.

## Ifjúsága
Vlagyimir Msztyiszláv Vlagyimirovics nagyfejedelem legfiatalabb gyermeke volt, apja halálának évében született. Tizennyolc éves korától a dorogobuzsi részfejedelemséget kormányozta, majd miután Szvjatopolk bátyja 1154-ben meghalt, megkapta az ő birtokát, Volhíniát. Magyarországi rokonságára támaszkodva (Belos bán lányát vette feleségül) segítette testvérei harcát a nagyfejedelmi székért Jurij Dolgorukij ellenében. 

## Viszontagságai
Miután a bátyja, Rosztyiszláv kibékült Jurijjal és elfogadta nagyfejedelemnek, ő is csatlakozott hozzá és a halicsi herceg segítségével ostrom alá vette Luckban a Dolgorukijjal továbbra is dacoló Msztyiszláv Izjaszlavicsot (saját unokaöccsét). Msztyiszláv Lengyelországba menekült, de 1157-ben nagy sereggel visszatért és kikergette Vlagyimirt Volhíniából, családját pedig túszul ejtette. Vlagyimir Magyarországra menekült, de sem a magyar királytól, sem a nagyfejedelemtől nem kapott segítséget. A földönfutó herceg visszatért a Kijevi Ruszba és a csernyigovi Izjaszláv Davidovicshoz csatlakozott. Ismeretlen körülmények között megszerezte Szluckot, de Rosztyiszláv bátyja elvette tőle és cserébe megkapta Tripoljét. 
Rosztyiszláv 1167-es halála után Vlagyimir maradt a legidősebb a Monomah-utódok közül, de nem volt akkora ereje vagy befolyása, hogy reálisan aspirálhatott volna a nagyfejedelmi trónra. Ezért inkább Msztyiszláv Izjaszlavics igényét támogatta, de cserébe szeretett volna gazdagabb birtokot. A trónt megszerző Msztyiszláv a Kijev melletti Visgorodot adományozta neki, ám egy bojár hamarosan a tudtára adta, hogy Vlagyimir ellene áskálódik. Vlagyimirt bíróság elé idézték, de a hosszú vitákba Msztyiszláv beleunt és megelégedett azzal, hogy nagybátyja újból hűséget esküszik neki a kereszt megcsókolásával. Vlagyimir ezután az ún. feketesapkásoknál (a kijevi állam nomád vazallusai), majd a szintén nomád berendeknél keresett támogatást a nagyfejedelem ellen, de hiába, a berendek majdhogy meg nem ölték. Esküszegőként elvesztette részfejedelemségét és egy darabig Rjazanyban lakott, majd 1169-ben a volhíniai Polonnojébe költözött. A következő évben meghallotta, hogy meghalt régi birtokának, Dorogobuzsnak a fejedelme és híveivel átvonult a városhoz, megígérve a dorogobuzsiaknak, hogy nincsenek rossz szándékai. Amikor azonban beengedték, elrabolta a halott fejedelem bojárjainak vagyonát és kikergette özvegyét a városból. 

## Kijevi nagyfejedelemként
1171-ben Gleb halálával megürült a nagyfejedelmi trón és Vlagyimir unokaöccsei biztatására titokban Kijevbe utazott és kikiáltatta magát uralkodónak. A királycsináló vlagyimiri herceg, Andrej Bogojlubszkij felszólította, hogy távozzon Kijevből, de még mielőtt erőszakkal elkergették volna, Vlagyimir 1171. május 30-án, kevesebb mint három hónapnyi uralkodást követően meghalt.

## Családja és gyermekei
Vlagyimir 1150-ben vette feleségül a magyarországi Belos bán lányát. Gyermekeik:
- Msztyiszláv († kb. 1202), dorogobuzsi részfejedelem
- Jaroszláv (†1199 után), novgorodi fejedelem
- Rosztyiszláv (†1202 után)
- Szvjatoszláv (†1221) Halicsnál elesett a magyarok elleni csatában

## Fordítás
- Ez a szócikk részben vagy egészben  a(z)   Владимир Мстиславич (князь киевский) című orosz Wikipédia-szócikk ezen változatának fordításán alapul.  Az eredeti cikk szerkesztőit annak laptörténete sorolja fel. Ez a jelzés csupán a megfogalmazás eredetét és a szerzői jogokat jelzi, nem szolgál a cikkben szereplő információk forrásmegjelöléseként.